# Salvatore Morale

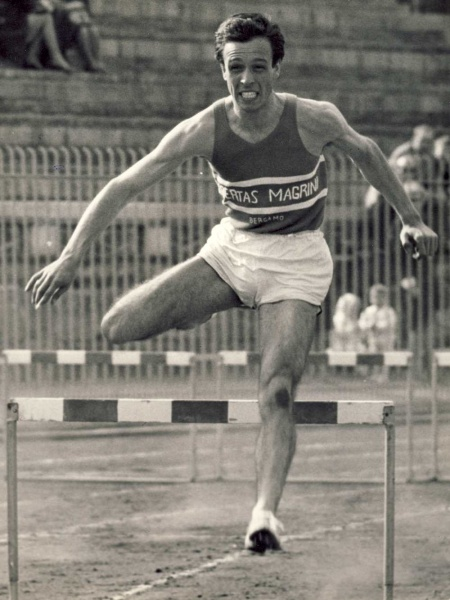
Salvatore Morale, atleta italiano.

Salvatore Morale (nacido el 4 de noviembre de 1938 en Teolo, Padua) es un atleta italiano retirado especializado en la prueba de 400 m vallas.
Comenzó a destacar en 1957 al lograr batir el récord de Europa junio de los 400 m vallas y vencer en el Campeonato italiano, título que repetiría en 1958, 1960 y 1961. En los Juegos Olímpicos de Roma en 1960 alcanzó las semifinales. Compitió también en los Juegos Olímpicos de Tokio en 1964 donde logró la medalla de bronce. 
En 1962 en los Campeonatos de Europa celebrados en Belgrado logró la medalla de oro e igualó el récord mundial de Glenn Ashby Davis.
- Datos: Q1343248